# Un maggiordomo nel Far West
Un maggiordomo nel Far West (The Adventures of Bullwhip Griffin) è un film commedia western del 1967 diretto da James Neilson e prodotto dalla Walt Disney Pictures. La sceneggiatura di Lowell S. Hawley era basata sul romanzo per ragazzi By the Great Horn Spoon! di Sid Fleischman.

## Trama
Nel 1848, Jack Flagg è un rampollo dodicenne di una delle famiglie più in vista di Boston, che sogna di vivere una vita avventurosa come quelle di cui ha letto nei romanzi. Approfittando del fatto che i suoi famigliari sono stati distratti dall'apertura del testamento del nonno, da poco deceduto e che ha lasciato solo debiti, fugge di casa per imbarcarsi clandestinamente su una nave in partenza per San Francisco, in California, dove imperversa la corsa all'oro. Il maggiordomo Eric Griffin va al porto a riprenderlo, ma Quentin Bartlett, un anziano attore che ha stretto amicizia con Jack, lo colpisce alla testa credendolo un malintenzionato. Quando rinviene è troppo tardi per tornare a casa: la nave è già salpata. Per pagare il biglietto per sé e per Jack, propone al capitano di lavorare come suo cuoco e cameriere personale.
Poco prima di sbarcare a San Francisco, un truffatore che si presenta come "il giudice Higgins" deruba Bartlett di una mappa che mostra la posizione di una miniera d'oro, poi scende a terra e si confonde tra la folla. Per racimolare il denaro che permetta loro di vivere e di comprare i biglietti per il ritorno, Griffin si reinventa barbiere, facendosi pagare delle somme esorbitanti dai cercatori d'oro.
Avendo avuto indicazioni contrastanti sulla direzione in cui Higgins sarebbe stato visto allontanarsi, Griffin e Jack si dividono da Bartlett, con cui stabiliscono di dividere a metà gli eventuali proventi dell'oro. Prima di partire, Griffin ha una lite con un omaccione chiamato Bue di Montagna, e, grazie a un guanto ripieno di polvere d'oro usato come corpo contundente, riesce a stenderlo nonostante la differenza di stazza, cosa che gli procura il soprannome "Bullwhip".
Griffin e Jack ritrovano effettivamente Higgins, in viaggio sulla loro diligenza, quando questa viene assaltata da rapinatori, che spogliano il sedicente giudice del suo soprabito, nel quale aveva cucito la mappa. Griffin e Jack riescono a recuperarlo seguendo le loro tracce, ma l'imbroglione intima loro di restituirglielo sotto la minaccia di un'arma.
Pochi giorni dopo, Griffin e Jack giungono prima in un villaggio di lavandai cinesi, poi in uno di cercatori d'oro quando questi si apprestano a linciare un uomo che ha cercato di derubarli: si tratta di Higgins, che si è spacciato per un dentista. Griffin gli salva temporaneamente la vita facendo credere che Jack abbia un urgente bisogno di cure dentistiche, e in cambio si fa ridare la mappa, che tuttavia è ormai inservibile poiché uno sparo esploso da un rapinatore l'ha bucata proprio nel punto cruciale. Quando i cercatori fissano nuovamente l'esecuzione di Higgins, Griffin e Jack sono incaricati di scavargli la fossa; così facendo trovano delle pepite d'oro e spargono la voce tra la folla. Nel trambusto che ne segue, Higgins può fuggire incolume.
Dopo essersi assicurati un buon gruzzolo, Griffin e Jack tornano a San Francisco. Sulla nave che li porta in città sono visti da Higgins, travestito da cinese, che cerca di farsi dare da Jack parte dell'oro col pretesto che l'avevano trovato in quella che sarebbe dovuta essere la sua tomba; il ragazzo, tentando di fuggire da lui, finisce in acqua. Griffin si tuffa per salvarlo ma è appesantito dalle pepite che aveva nascosto sotto la camicia, così deve rinunciare all'oro per non annegare.
Per ricostituire le sue finanze, Griffin vorrebbe riprendere l'attività di barbiere, ma scopre che in città sono arrivati tanti veri parrucchieri e i prezzi sono crollati. Rincontra poi Bue di Montagna, che vorrebbe la rivincita contro Griffin, ma il suo principale (l'imprenditore Sam Trimble, proprietario del saloon nel quale Bue di Montagna lavora come buttafuori) lo blocca, preferendo organizzare un incontro in piena regola sul quale si possa scommettere. Mentre sono ospiti di Trimble, Jack e Griffin vedono esibirsi sul palco del saloon Arabella, la sorella maggiore di Jack della quale Griffin era segretamente innamorato ma a cui non si era mai dichiarato per la disparità di condizione sociale. Griffin vorrebbe farla smettere ma la giovane rifiuta, rivendicando la libertà delle proprie scelte.
Griffin accetta di scontrarsi di nuovo con Bue di Montagna per pagare il viaggio di ritorno verso Boston; Jack e Arabella sono però preoccupati per la sua incolumità, perché in un vero incontro di pugilato non potrà usare il trucco con cui aveva steso l'omaccione la prima volta.
Si giunge al giorno dell'incontro. Bartlett, da poco tornato in città dopo aver raccolto una piccola quantità d'oro, punta il suo gruzzoletto contro il saloon di Trimble. Griffin cerca di evitare, per quanto possibile, i colpi di Bue di Montagna, e vince il secondo round dopo aver lasciato il primo all'avversario; dopo uno scontro che sembra aver messo KO entrambi i contendenti, riesce a rialzarsi grazie al supporto morale di Arabella e la vittoria è sua. Per evitare di dover pagare le puntate sulla vittoria di Griffin (che era dato 50 a 1), Trimble cerca di simulare un furto, che però c'è già stato: il colpevole è Higgins, che dopo essere entrato al servizio di Trimble l'ha derubato. Per sfuggire a un nuovo linciaggio, si chiude in una cella del carcere. Intanto il saloon, ora di proprietà di Bartlett e dei suoi amici, va a fuoco: dopo aver salvato il salvabile, Arabella propone a Trimble di restare a lavorare alle loro dipendenze. Griffin e i Flagg rimangono a San Francisco e diventano alcuni dei loro più eminenti cittadini.

## Colonna sonora
Le canzoni del film sono state composte dai fratelli Richard e Robert Sherman; quella usata come sigla è stata composta Mel Leven e George Bruns, che è stato anche l'autore della colonna sonora.

## Distribuzione
Il film uscì nelle sale il 15 giugno 1967 e raccolse 1,9 milioni di dollari tra Stati Uniti e Canada.

## Critica
Howard Thompson del New York Times giudicò il film come "una parodia del western, le immagini sono lente, leccate e addomesticate fino a un livello di sofisticazione. Sicuramente i giovani fan di Disney non avrebbero disprezzato un po' di botte, di vigoria nella Corsa all'Oro, con in più un pizzico di sapore de Il maggiordomo." Arthur D. Murphy di Variety definì il film "una comica parodia, vivida e divertente, del periodo della Corsa all'Oro della California. Una regia frizzante, interpretazioni spontanee, una produzione di primo livello e ampi spazi comici rendono questa produzione della Walt Disney particolarmente attraente per il pubblico di tutte le fasce d'età." Kevin Thomas del Los Angeles Times scrisse: "Tutti si spendono per dare delle interpretazioni convincenti, ma non sono granché aiutati dall'ordinaria sceneggiatura di Lowell S. Hawley, che enfatizza troppo spesso il dialogo a scapito dell'azione, o dall'egualmente pedestre regia di James Neilson." The Monthly Film Bulletin dichiarò "È un peccato che talune scene durino più di quanto meritino, ma c'è abbastanza brio da far felici tutti, tranne i giovani più sofisticati."
Il film ha attualmente un tasso di approvazione del 43% su Rotten Tomatoes, sulla base di 7 recensioni.